# Caroline Rapatz
Caroline Sophie Rapatz (geborene Rupp, * 1983) ist eine deutsche Rechtswissenschaftlerin. Sie ist Inhaberin des Lehrstuhls für Bürgerliches Recht, Europäisches und Internationales Privatrecht und Verfahrensrecht sowie Rechtsvergleichung an der CAU Kiel.

## Werdegang
Rapatz studierte zunächst Englische Philologie in Freiburg und später in Cambridge. Sie verließ Cambridge mit einem Master of Philology. Danach begann sie ein Studium der Rechtswissenschaften an der Universität Würzburg. Nachfolgend promovierte sie bei Eva Maria Kieninger und habilitierte sich im Anschluss an ihre Juniorprofessur 2022 an der Universität Würzburg.
Seit dem 1. Oktober 2022 ist sie Professorin an der Universität Kiel, wo sie schwerpunktmäßig zum internationalen Privatrecht forscht.

## Werke
- Grundpfandrechte zwischen Flexibilität und Schutz. Ein kontinentaleuropäischer Rechtsvergleich und neue Gedanken zu einer „Eurohypothek“. Mohr Siebeck, Würzburg 2015, ISBN 978-3-16-154189-6 (746 S.).
- Susanne Lilian Gössl et al. (Hrsg.): Politik und Internationales Privatrecht. Konferenzschrift (1. Tagung für den IPR-Nachwuchs, Bonn 2017). Mohr Siebeck, Tübingen 2017, ISBN 978-3-16-155692-0 (165 S.).
- Caroline Sophie Rapatz u. Rafael Ibarra Garza, Bram Akkermans (Hrsg.): Property law perspectives VI. Konferenzschrift (Young Property Lawyers Forum 7, Hamburg 2016). Eleven International, Den Haag 2019, ISBN 978-94-6236-904-7 (235 S.).
- Das Internationale Privatrecht der EU - Vorbild oder Vormacht? Abgrenzungen und Wirkungen im Verhältnis zum nationalen und völkerrechtlichen Kollisionsrecht. Mohr Siebeck, Tübingen 2023, ISBN 978-3-16-162193-2 (693 S., Habilitationsschrift).